# اوکرپ
شهر اوکرپ (به سوئدی: Åkarp) در ناحیه شهری بورلو در کشور سوئد واقع شده‌است. جمعیت این شهر ۲۳۱۰٫۵۳  نفر است.